# Ceratocephale pacifica
Ceratocephale pacifica är en ringmaskart som beskrevs av Hartman 1960. Ceratocephale pacifica ingår i släktet Ceratocephale och familjen Nereididae.
Artens utbredningsområde är havet kring Nya Zeeland. Inga underarter finns listade i Catalogue of Life.